# ねがい (B'zの曲)
「ねがい」は、日本の音楽ユニット・B'zの楽曲。1995年5月31日にBMGルームスより16作目のシングルとして発売された。

## 概要
前作『MOTEL』より約半年ぶりに発表されたシングル。
本作よりプライベート・レーベル『VERMILLION』が発足。
本作と次作『love me, I love you』は、蜂(bee)のお尻を模したB'zロゴマークが使われた。
自身初の平仮名のみのタイトルのシングルで、平仮名のみのタイトルのシングルは、本作と2006年発売の『ゆるぎないものひとつ』のみとなっている。
これまでの制作陣（B+U+M）を解体して「B'zは2人である」という原点に立ち返り、稲葉が編曲にも参加した最初の作品。
シングルでは『愛のままにわがままに 僕は君だけを傷つけない』より5作連続で初動70万枚越えを記録し、同一アーティストではオリコン史上初となった。2006年5月時点で累計149.9万枚を売り上げ、B'zのシングルで5番目に高い売上を記録している。

## 収録曲
| 全作詞: 稲葉浩志、全作曲: 松本孝弘、全編曲: 松本孝弘・稲葉浩志。 |             |          |            |      |
| #                                                                | タイトル    | 作詞     | 作曲・編曲 | 時間 |
| 1.                                                               | 「ねがい」  | 稲葉浩志 | 松本孝弘   | 3:30 |
| 2.                                                               | 「YOU & I」 | 稲葉浩志 | 松本孝弘   | 4:07 |
| 合計時間:                                                        | 合計時間:   | 7:37     |            |      |

## 楽曲解説
1. ねがい
  - B'zとしては珍しくストラトキャスターをメインに使用した楽曲。
  - オルガンのバッキング演奏は、稲葉のアイデアが採用された[5]。
  - PVは横浜ビジネスパーク「ベリーニの丘」の噴水広場で撮影され、色が変わる背景や稲葉が水を蹴り上げる場面など当時の最新技術が使用された。本来は、松本も稲葉と同じ場所で撮影する予定だったが、松本が風邪を拗らせたため、それぞれ別の場所で撮影した[6]。監督は鈴木慎二。
  - 8thアルバム『LOOSE』には、同年の『B'z LIVE-GYM Pleasure '95 "BUZZ!!"』で披露されたアレンジに近いアルバムバージョンで収録されている。また本作にはリズム・トラックが異なる未発表のアレンジも存在している[5]。
  - テレビ朝日系『ミュージックステーション』では2度披露した[7][8]。
  - 近年のライブではシングルバージョンとアルバムバージョンをミックスさせたアレンジで演奏し、間奏のギターソロを長く演奏することが多い。
2. YOU & I
  - 2nd beatの楽曲の中でも人気が高く、ベスト・アルバム『B'z The Best "Treasure"』の人気投票では2nd beatの中では4位(総合では21位)、『B'z The Best "ULTRA Treasure"』では総合で16位だった[9]。
  - 後に2000年に行われた『B'z LIVE-GYM Pleasure 2000 "juice"』でライブ初演奏となった[10]。
  - オリジナル・アルバムには未収録であり、マスト・アルバム『B'z The "Mixture"』にリミックス・バージョン、『B'z The Best "ULTRA Treasure"』にはオリジナル・バージョンが収録されている。
  - 2015年に行われた『B'z LIVE-GYM 2015 -EPIC NIGHT-』(スタジアム・ドーム公演)で『B'z LIVE-GYM Pleasure 2000 "juice"』以来、約15年ぶりに演奏され、同時に初の映像化も果たした。
  - 2020年に行われた無観客配信ライブ『B'z SHOWCASE 2020 -5 ERAS 8820-』のDay2でも演奏された[11]。

## タイアップ
- 全局25局ネット『J-ROCK ARTIST COUNT DOWN 50』エンディングテーマ(#1)

## 参加ミュージシャン
- 松本孝弘:ギター、全曲作曲・編曲
- 稲葉浩志:ボーカル、全曲作詞・編曲
- 中村“キタロー”幸司:ベース
- 山木秀夫:ドラム
- 小野塚晃:ピアノ・シンセサイザー
- 勝田かず樹:サックス
- 佐々木史郎:トランペット
- 小林太:トランペット
- 中路英明:トロンボーン
- 生沢佑一:コーラス (#1)
- 千葉彩由実:コーラス (#1)
- HIIRO STRINGS:ストリングス (#2)
- 池田大介:マニピュレーター (#2)

## 収録アルバム
ねがい
- LOOSE ("BUZZ!!" STYLE)
- B'z The Best "Treasure"
- B'z The Best "ULTRA Pleasure"
- B'z The Best XXV 1988-1998
- B'z TV STYLE II Songless Version (TV STYLE)

YOU & I
- B'z The "Mixture" (-Mixture mix-)
- B'z The Best "ULTRA Treasure"

## ライブ映像作品
ねがい
- "BUZZ!!" THE MOVIE
- B'z LIVE-GYM Hidden Pleasure 〜Typhoon No.20〜
- B'z LIVE-GYM Pleasure 2008 -GLORY DAYS-
- B'z LIVE-GYM 2005 -CIRCLE OF ROCK-
- B'z LIVE-GYM Pleasure 2013 ENDLESS SUMMER -XXV BEST-
- EPIC DAY (特典DVD)
- B'z COMPLETE SINGLE BOX (特典DVD)
- B'z LIVE-GYM Pleasure 2018 -HINOTORI-

YOU & I 
- B'z LIVE-GYM 2015 -EPIC NIGHT-
- B'z SHOWCASE 2020 -5 ERAS 8820- Day1〜5